# Aeva
Hiệp hội Xe điện Úc (viết tắt là AEVA) là một tổ chức từ thiện, phi lợi nhuận được thành lập vào năm 2000 nhằm quảng bá xe điện như một chìa khóa để giải quyết sự phụ thuộc vào dầu mỏ và sự nóng lên toàn cầu ở trong nước và quốc tế. AEVA hình dung rằng hàng triệu xe điện, được sạc bằng điện ngoài giờ cao điểm từ các nguồn năng lượng tái tạo như một cách để giảm đáng kể khí nhà kính phát sinh từ giao thông vận tải.
Hiệp hội hoạt động như một liên đoàn của các chi nhánh nhà nước được giám sát bởi một hội đồng quốc gia gồm các thành viên được bầu chọn. Hiệp hội tổ chức đại hội thường niên vào tháng 10 hoặc tháng 11 hàng năm và tổ chức triển lãm xe điện cùng với cuộc họp. Đại hội và Hội chợ EV 2020 sẽ được tổ chức tại Melbourne vào ngày 10 và 11 tháng 10.